# Forest (Washington)
Forest az Amerikai Egyesült Államok északnyugati részén, Washington állam Lewis megyéjében elhelyezkedő önkormányzat nélküli település.
Az 1890-es években alapított Forest postahivatala 1896 és 1934 között működött. 1919-ben az akkori Greeners (Greuners) áruház épületében volt. A Trodahl áruházaként ismert épület 2024-ben még mindig állt, bár jelentősen átalakították.

## Fordítás
- Ez a szócikk részben vagy egészben  a   Forest, Washington című angol Wikipédia-szócikk ezen változatának fordításán alapul.  Az eredeti cikk szerkesztőit annak laptörténete sorolja fel. Ez a jelzés csupán a megfogalmazás eredetét és a szerzői jogokat jelzi, nem szolgál a cikkben szereplő információk forrásmegjelöléseként.